# Mentuhotep III
Mentuhotep III, alternativ stavning är Montuhotep, var en fornegyptisk farao av den elfte dynastin vars regeringstid var från 1995 till 1983 f.Kr. Hans namn betyder "guden Mont är tillfreds".
Mentuhotep III var son till farao Mentuhotep II och drottning Neferu alt. Tem. På västra flodbanken i Thebe lät han uppföra sitt ofullbordade gravtempel och grav.